# Gare d’Ebersheim
Gare d’Ebersheim vasútállomás Franciaországban, Ebersheim településen.

## Vasútvonalak
Az állomást az alábbi vasútvonalak érintik:
- Strasbourg–Bázel-vasútvonal

## Kapcsolódó állomások
A vasútállomáshoz az alábbi állomások vannak a legközelebb:
- Gare de Sélestat (Gare de Sélestat)
- Gare de Kogenheim (Gare de Saverne)